# Dante Bettoni
Dante Bettoni (Moglia di Sermide, 26 settembre 1920 – Mantova, 28 giugno 2005) è stato un politico e sindacalista italiano.

## Biografia
Dante Bettoni nacque in località Rodianella, nelle campagne di Moglia di Sermide, primo di nove fratelli, in una famiglia di solide tradizioni contadine e cattoliche. Dopo gli studi superiori, s'iscrisse al corso di laurea in lettere all'Università Cattolica del Sacro Cuore di Milano. All'entrata in guerra dell'Italia, fu richiamato sotto le armi e prestò servizio come sottotenente dei Bersaglieri, prima in Iugoslavia poi nel CSIR e nell'ARMIR. Ferito durante la campagna di Russia, ritornò in Italia prima della ritirata.
Nel 1943 si sposò con Alina, da cui ebbe due figli, e nel 1946 completò gli studi universitari. Intraprese allora la professione d'insegnante e si stabilì prima a Governolo poi a Mantova. S'impegnò nell'associazionismo cattolico, in particolare nell'Azione Cattolica e nelle ACLI. Fu segretario nazionale del Sindacato Nazionale Scuola Media, che contribuì nel 1971 a far confluire nella CISL.
Nel 1963 si candidò al Senato nella lista della Democrazia Cristiana nel collegio di Ostiglia. Non fu eletto, ma dal dicembre 1964 subentrò al senatore Enrico Roselli, deceduto. Su sua espressa richiesta fece parte della prima commissione d'inchiesta sulla mafia.
Dopo aver lasciato il parlamento, fu preside alle scuole medie di Bagnolo San Vito e a Mantova. Tra il 1970 e il 1975 fu assessore provinciale in una giunta di centrosinistra, occupandosi in particolare dell'ospedale neuropsichiatrico di Mantova.
Raggiunta l'età della pensione, si dedicò all'attività di pubblicista e memorialista, collaborando al settimanale diocesano di Mantova La Cittadella, sul quale illustrò la dottrina sociale della Chiesa, e dando alle stampe vari volumi in cui ripercorse gli eventi che avevano segnato la sua vita. Dopo lo scioglimento della Democrazia Cristiana aderì al Partito Popolare Italiano e alla Margherita.
Rimasto vedovo nel 1998, si spense a Mantova nel 2005. È sepolto nel cimitero di Moglia di Sermide.

## Opere

### Libri
- Dante Bettoni, Letture pascoliane, Parma, Guanda, 1947,  p. 156.
- Dante Bettoni, Al margine della strada. Poesie, Parma, Guanda, 1947,  p. 92.
- Dante Bettoni, Dal SNSM al SISM CISL. Appunti per una storia del sindacalismo scolastico, SISM, 1989,  p. 232.
- Dante Bettoni, E fu Natale. Poesie, Mantova, stampato in proprio, 1994,  p. 156.
- Dante Bettoni, Cristiani e cittadini. Temi di etica sociale cattolica, Edizioni Dehoniane Bologna, 1996,  p. 400.
- Dante Bettoni, Do svidanja, tovarisc! - Arrivederci, compagno! Ricordi della campagna di Russia, Mantova, Quaderni de La Cittadella, 1996,  p. 128.
- Dante Bettoni, Rodianella Alta. Saga di una famiglia nella cultura contadina mantovana, Mantova, Quaderni de La Cittadella, 1997,  p. 218.
- Dante Bettoni, La gente e il fiume, Mantova, Quaderni de La Cittadella, 2001,  p. 209.
- Dante Bettoni, Livio Olivieri: ricordi di un testimone, Mantova, Quaderni de La Cittadella.
- Dante Bettoni, Nuvole e sereno: racconti di uomini, d'erbe e di animali, Mantova, Quaderni de La Cittadella.
- Dante Bettoni, Vecchie e nuove storie di Rendena e dintorni, Mantova, Quaderni de La Cittadella.

### Articoli sulla scuola
- Dante Bettoni, Regione e scuola, in Quaderni della Regione Lombardia, n. 5, 1972,  p. 44.
- Dante Bettoni, Una scuola che cambia, in Quaderni della Regione Lombardia, 1974,  p. 96.
- Dante Bettoni, Tra due riforme, in Quaderni di Scuola Nuova SISM, 1976,  p. 180.
- Dante Bettoni, Scuola sindacato partecipazione, in Quaderni di Scuola Nuova SISM, 1977,  p. 240.